# Анрикес, Бенуа-Луи
Бенуа́-Луи́ Анрике́с, Анрике́з, Генрике́з (фр. Benoit-Louis Henriquez; 1732, Париж — 1806, там же) — французский гравёр и педагог, мастер резцового эстампа, длительное время работавший в Российской империи. Академик Императорской Академии художеств в Санкт-Петербурге (с 1773), ассоциированный член Королевской Академии живописи и скульптуры в Париже (с 1782).

## Жизнь и творчество
Бенуа-Луи Анрикес родился в Париже в 1732 году; искусству гравирования он учился, согласно версии В. Бондарчук, у Никола-Габриэля Дюпюи (1698—1771) — известного в своё время мастера, исполнявшего портреты, исторические и жанровые сцены. С 1769 по 1779 год жил в Санкт-Петербурге, занимая должность профессора гравирования резцом в Императорской академии художеств. Здесь он образовывал гравёров Гавриила Скородумова и Степана Иванова; оба по окончании курса были посланы в Лондон и Париж соответственно, где сумели добиться самостоятельной известности.
В конце XIX века «Словарь Брокгауза и Ефрона» так оценивал деятельность Анрикеса: «Усердие и хорошая метода учителя, конечно, облегчали ученикам изучение приемов техники. Но сам профессор, занимаясь хорошо в классах, находил ещё время работать резцом. Живя в Петербурге, Бенуа-Луи Анрикес выполнил с картин Императорского Эрмитажа две прекрасные гравюры: с Герарда Тербурга „Добрая весть“ — дама в атласном платье читает письмо, ответа на которое ожидает посланный, — в средний лист, блестяще выполнены атлас, все тельные части и детали обстановки (1773). Другое произведение Анрикеса не менее изящно — это (pendant к первой доске) „Больная и доктор“ с Метцю (1774). Общее число хорошо выполненных гравюр Анрикеса с разных мастеров до сорока досок, неравного, впрочем, достоинства».
Одна из наиболее известных сохранившихся гравюр мастера — «Смерть Лукреции».
Бенуа-Луи Анрикес скончался в 1806 году.

## Галерея

Избранные работы
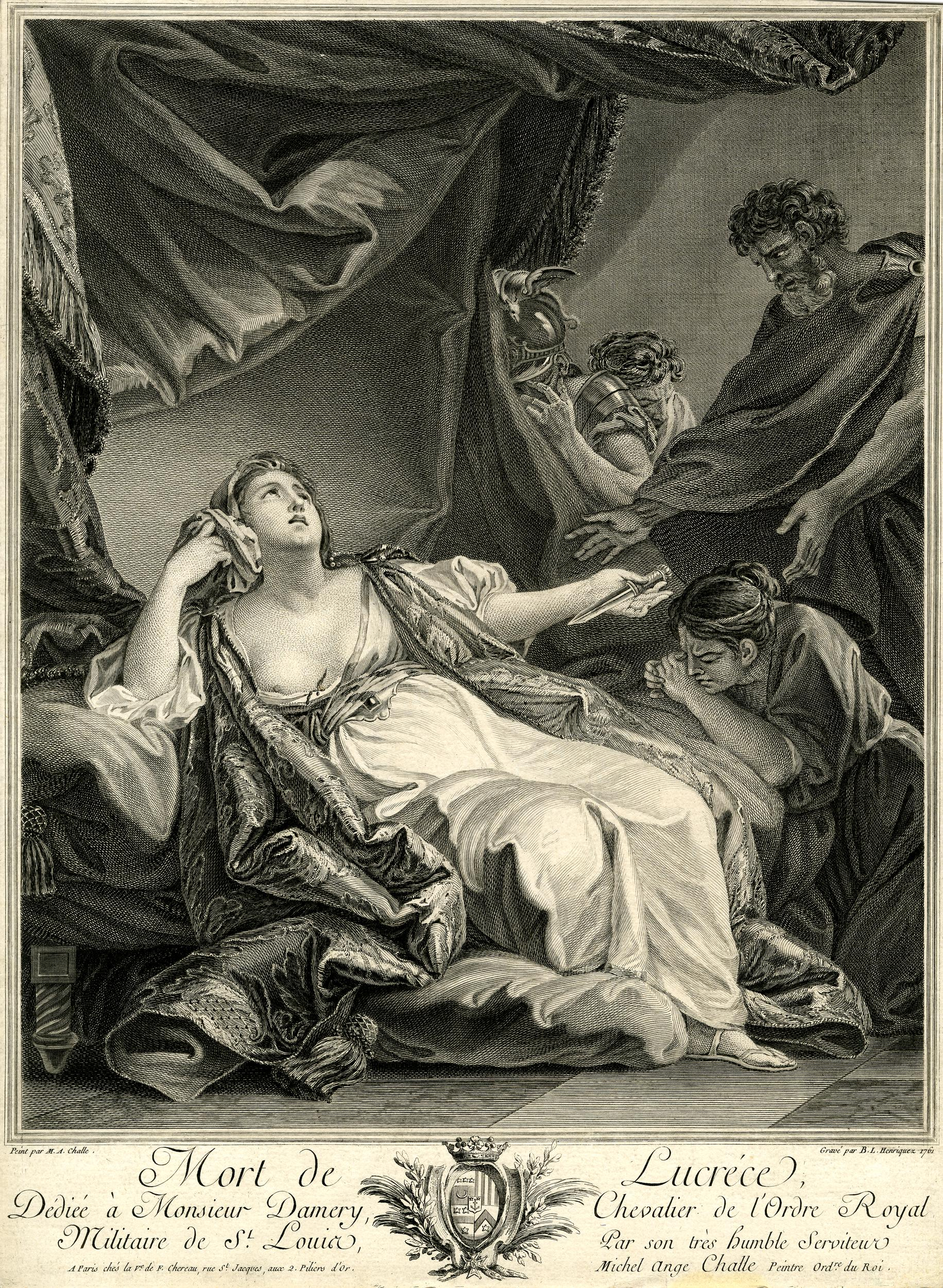
Смерть Лукреции. 1761 По оригиналу Шарля-Мишель-Анжа Шалле Британский музей, Лондон
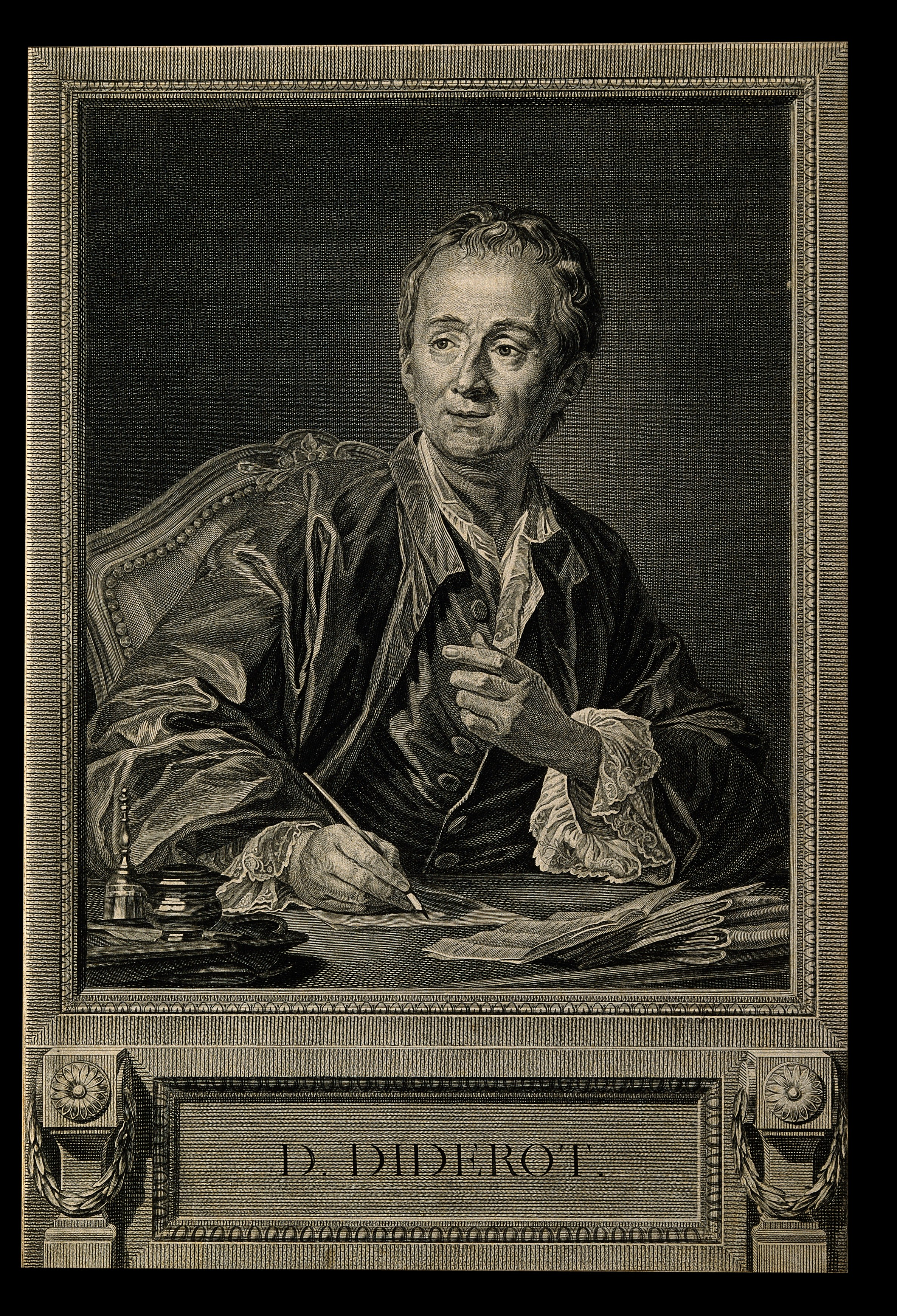
Портрет Дени Дидро. 1777 По оригиналу Луи-Мишеля ван Лоо Коллекция Уэлком, Лондон